# Patrick Viot
Pour les articles homonymes, voir Viot.
Patrick Viot est un footballeur français né le 25 mai 1952 à Orléans (Loiret) et mort le 16 mars 2021 dans la même ville. 
Ce gardien de but fait toute sa carrière à Orléans et est finaliste de la Coupe de France en 1980.

## Biographie
Natif d'Orléans, Patrick Viot réalise toute sa carrière de joueur à l'Arago Orléans, jusqu'en 1976, puis à l'US Orléans après la fusion. Il est le gardien emblématique de l'USO des années 1970 et 1980. Gardien titulaire incontesté lors de la montée en Division 2 en 1978 et lors du parcours du club orléanais en Coupe de France 1979-1980, il totalise 240 matchs ce qui fait de lui le joueur ayant participé au plus grand nombre de rencontres avec l'USO dans le monde professionnel. 
Durant la finale de la Coupe de France 1980, alors mené 2-1, l'arbitre siffle un coup franc sur une faute à la limite de la surface de réparation, coup franc transformé alors que Patrick Viot n'est pas placé au centre de son but au moment du coup de sifflet de l'homme en noir ce qui provoque de nombreuses contestations dans les rangs orléanais.
À partir de la saison 1984-1985, il devient gardien numéro 2 et participe à une vingtaine de matchs jusqu'à sa retraite sportive sept ans plus tard. Après 21 saisons dans l'effectif de l'équipe première, il raccroche les crampons à l'issue de la saison 1990-1991 et ouvre son garage sur Saran mécanique dépannage carrosserie peinture avec Joël Mauger d'où le nom "Mauger Viot".
Il décède le 17 mars 2021,.

## Palmarès
Patrick Viot est champion de Division 3 groupe Ouest en 1977-1978 avec l'US Orléans avant d'échouer en finale de la Coupe de France 1979-1980.